# Metassamia
Metassamia is een geslacht van hooiwagens uit de familie Assamiidae.
De wetenschappelijke naam Metassamia is voor het eerst geldig gepubliceerd door Roewer in 1923. 

## Soorten
Metassamia omvat de volgende 10 soorten:
- Metassamia bihemisphaerica
- Metassamia bituberculata
- Metassamia furcidens
- Metassamia nepalica
- Metassamia reticulata
- Metassamia septemdentata
- Metassamia sexdentata
- Metassamia soerensenii
- Metassamia spinifrons
- Metassamia variata